# Engie Solutions
Engie Solutions est l’entité du groupe Engie qui regroupe l’ensemble de ses activités d’efficacité énergétique destinées aux collectivités, aux industries et entreprises en France. 
Engie Solutions intègre les entités Engie Cofely et Engie Réseaux.

## Histoire
Engie Solutions est créée le 1er janvier 2020 par la réunion des entités Engie Axima, Engie Cofely, Engie Ineo et Engie Réseaux,. La filiale Endel rejoint également Engie Solutions mais conserve son nom pour des raisons commerciales.  
Cette nouvelle marque s’adresse aux marchés des entreprises, des collectivités, de l'habitat et des industries en réponse à des besoins liés à la transition énergétique. Les offres couvrent la conception et l’exploitation d'infrastructures et de services, leur financement, installation et maintenance.
Engie Solutions opère sur le territoire français.
L’organisation se fait maintenant par type de clients, collectivités, habitats, industries et entreprises tertiaires. Néanmoins, le groupe Engie fait le choix stratégique de se recentrer sur son cœur d’activité : les services à l’énergie en faisant le choix de se séparer de ses activités connexes issues des entités Engie Axima, Engie Ineo et Endel. La scission est effective au 1er juillet 2021, l’entreprise devenant Equans. 
Le 4 octobre 2022, la société Bouygues a conclu avec Engie le rachat d'Equans à hauteur de 7 milliards d’euros, tandis qu'Engie Endel est elle revendue en avril 2022 à Altrad. 

## Activités
Engie Solutions présente la finalité de ses activités comme d’aider ses clients à poursuivre leur « décarbonation ». Il s’agit d'être plus performant énergétiquement, par l'innovation en matière de mix énergétiques et de solutions pour associer économies d'énergie et énergies plus vertueuses dans l'aménagement des espaces (publics comme les villes, ou privés comme les lieux de travail).
Les activités s’adressent aux marchés spécifiques : 
- Villes et Collectivités : aménagement de l’espace public et des services urbains dans une logique de transition énergétique,
- Industries, Tertiaire et Habitat : services d’efficacité et de performance énergétique, conception de bâtiments intelligents et durables.

Engie Solutions est actif dans les domaines du génie climatique, industriel, énergétique et des réseaux de chaleur et de froid.
Ces activités sont portées par la demande des entreprises, des collectivités et des industries pour diminuer leur consommation d’énergie et aller vers une énergie décarbonée.  

## Chiffres-clé
L’activité d'Engie Solutions représente 5 milliards d’euros en France en 2021.
Engie Solutions emploie 16 000 salariés. 

## Projets

### Collectivités territoriales
À la suite d'un appel à projets de la commune d'Aubervilliers, Engie Solutions est chargé des travaux de forage du nouveau puits géothermique du Smirec. Ce réseau vise à alimenter le quartier du Fort de l'Est en énergie propre. Il fournira l'équivalent des besoins de chauffage de 7 500 logements.  

### Industries
Dans le cadre de la modernisation de son site à Sisteron, Sanofi a fait appel à Engie Solutions pour l’accompagner dans sa transition énergétique. 
L’usine Novacarb à Laneuveville-devant-Nancy et Engie Solutions se sont associés au sein de la société Novawood pour construire une centrale de cogénération biomasse. Les travaux de construction ont pris fin à l’été 2020,. 

### Secteur tertiaire
Depuis 2006, la société est chargée de la gestion et de l’exploitation sur mesure du musée Quai Branly-Jacques Chirac. 
Engie Solutions travaille également à la construction de bâtiments intelligents répondant aux enjeux énergétiques, comme par exemple Incity Lyon, Urban Garden ou encore l’IUT de Roubaix. 

### L'Habitat
Engie Solutions accompagne des copropriétés dans la rénovation et l'entretien de ses bâtiments. Il s'occupe également de l'exploitation des installations énergétiques pour réaliser des économies d'énergies. 